# St. Peter und Paul (Höhenmoos)

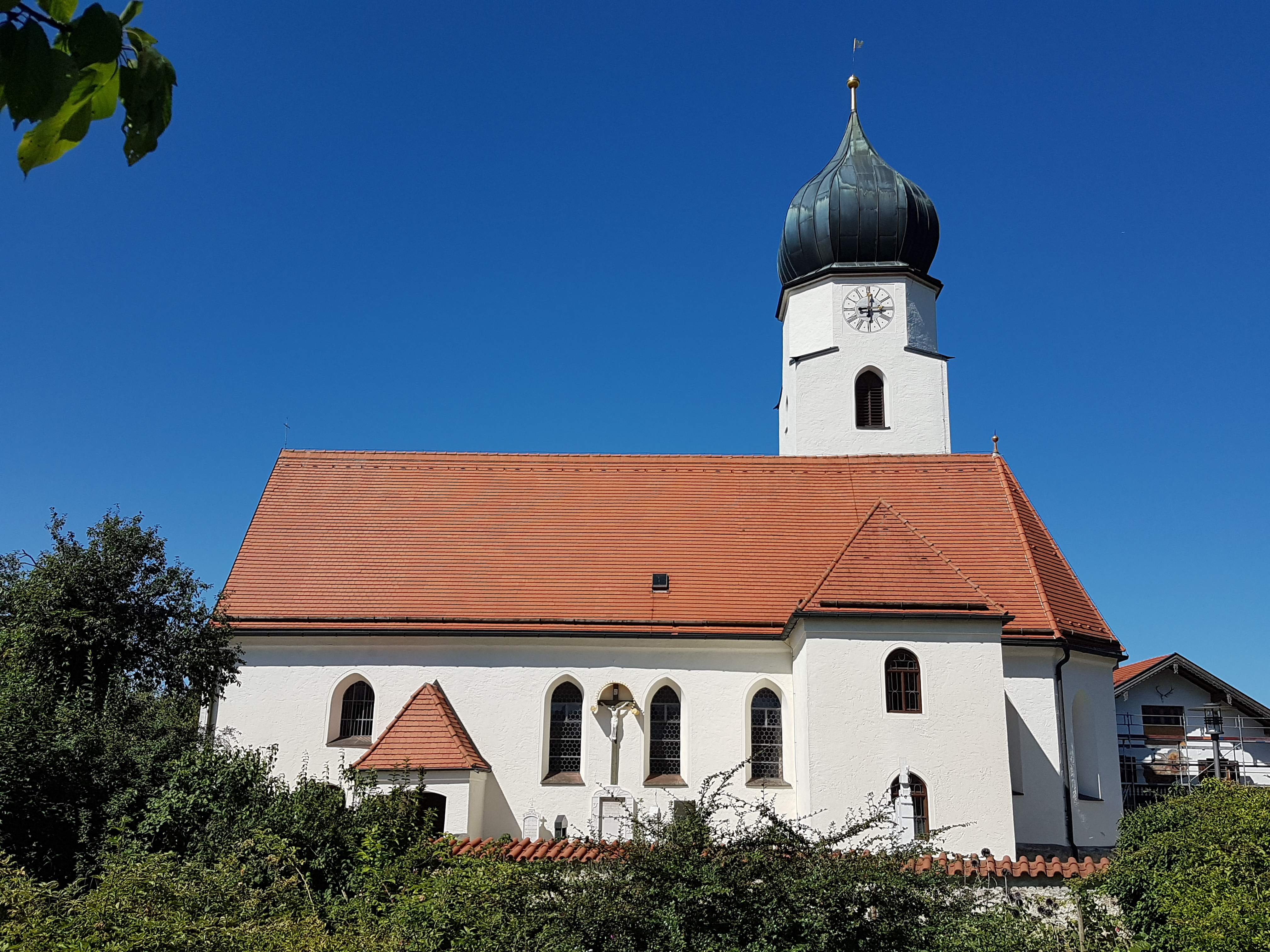
St. Peter und Paul in Höhenmoos

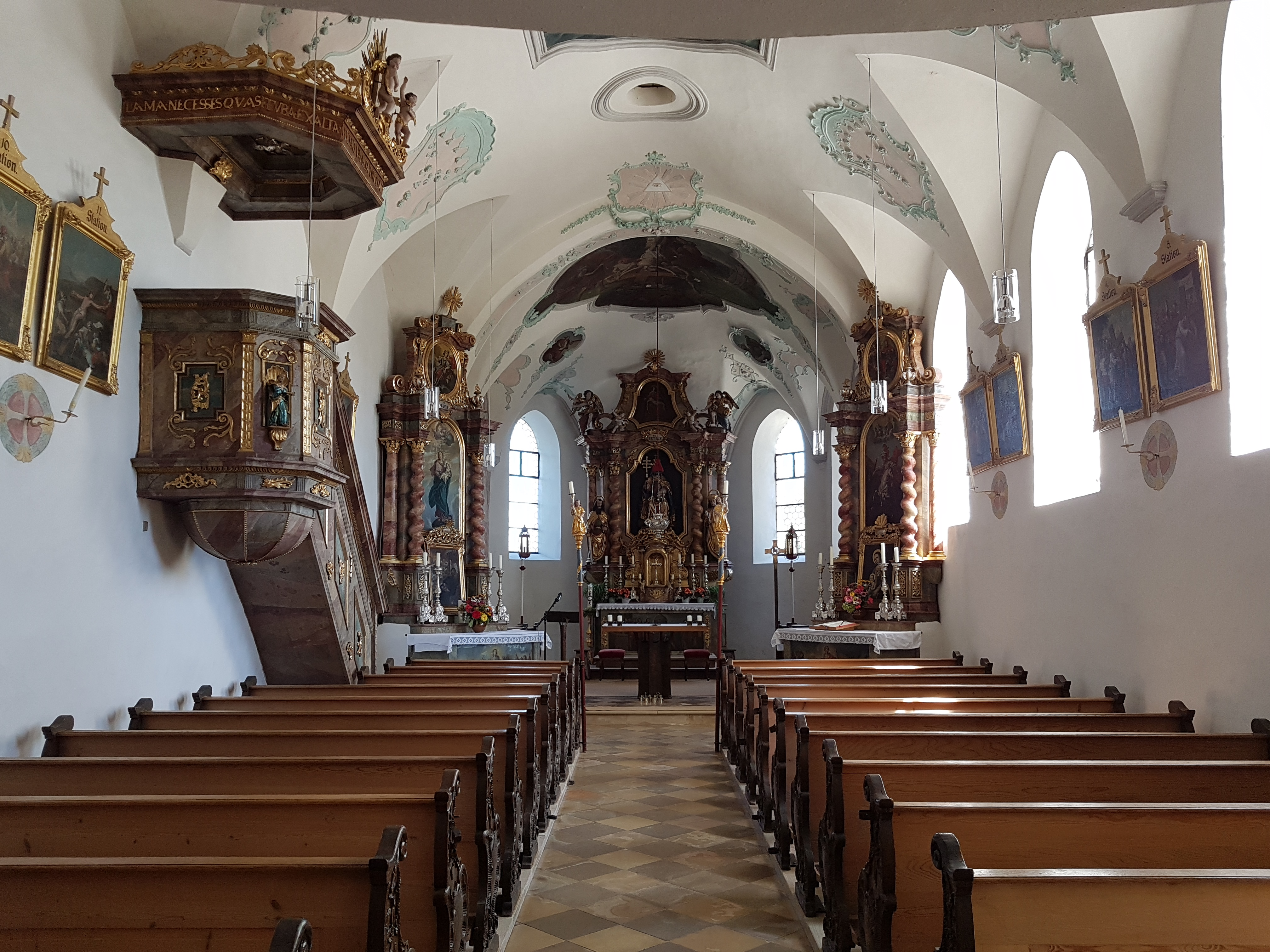
Innenraum mit Blick zum Chor

Die römisch-katholische Pfarrkirche St. Peter und Paul steht in Höhenmoos, einem Gemeindeteil von Rohrdorf im oberbayerischen Landkreis Rosenheim. Das Bauwerk ist in der Liste der Baudenkmäler in Rohrdorf (am Inn) als Baudenkmal unter der Nr. D-1-87-169-10 eingetragen. Die Kirche gehört zum Dekanat Rosenheim im Erzbistum München und Freising.

## Beschreibung
Die gotische Saalkirche wurde in der zweiten Hälfte des 15. Jahrhunderts erbaut und 1737 barock umgestaltet. Sie besteht aus dem um 1737 nach Westen verlängerten Langhaus, dem dreiseitig geschlossenen Chor im Osten sowie der Sakristei an der Südwand und dem Chorflankenturm an der Nordwand des Chors. Der 1829 erneuerte Turm enthält im achteckigen, mit einer Zwiebelhaube bedeckten Obergeschoss die Turmuhr. Ein Vorzeichen befindet sich an der Südwand des Langhauses.
Der Innenraum ist mit einem Stichkappengewölbe überspannt. Der um 1500 aufgestellte Hochaltar wird von den Skulpturen des Paulus von Tarsus und des heiligen Sebastian flankiert. Auf dem Altarretabel ist Simon Petrus dargestellt.